# Arrondissement Coulommiers
Coulommiers is een voormalig arrondissement in het departement Seine-et-Marne in de Franse regio Ile-de-France. Het arrondissement werd op 17 februari 1800 gevormd en op 10 september 1926 opgeheven. De vier kantons werden bij de opheffing toegevoegd aan de arrondissementen Meaux en Provins.

## Kantons
Het arrondissement was samengesteld uit de volgende kantons:
- kanton Coulommiers - toegevoegd aan het arrondissement Meaux
- kanton La Ferté-Gaucher - toegevoegd aan het arrondissement Provins
- kanton Rebais - toegevoegd aan het arrondissement Provins
- kanton Rozay-en-Brie - toegevoegd aan het arrondissement Provins